# 王紀 (正德辛巳進士)
王紀（1481年—？），字朝憲，直隸大名府開州人，民籍，明朝政治人物。

## 生平
正德八年（1513年）癸酉科順天府鄉試第二十七名舉人。正德十六年（1521年）中式辛巳科會試第二百四十六名，登第三甲第一百四十五名進士。授吴江县知县，升户部主事，官至户部员外郎。

## 家族
曾祖王福榮，曾任倉副使；祖父王信，封刑部主事；父王範，曾任右布政使進階□政大夫。嫡母張氏（封安人）；生母宋氏。永感下。兄縉、紬、紳（监生）、弟纹、組、绶。